# Kellerkommando
Kellerkommando est un groupe allemand de reggae et ska punk, originaire de Bamberg, en Franconie.

## Histoire
Le chanteur et initiateur du groupe David Saam, alias Dada Windschi, forme l'Antistadl de Bamberg, qui avait lieu au Bamberger Morphclub ; la série de manifestations est animée par Marihuanne (alias Dada Windschi) et Kiffael et a pour devise « VolXmusik ist Rock'n'Roll » : la musique populaire traditionnelle n'a rien à voir avec le Musikantenstadl. 
En 2011, le groupe effectue des changements de formation : Schokk quitte le groupe pour poursuivre sa carrière solo en Russie ; Ali As, de Munich, le rejoint à sa place. Au milieu de l'année 2013, Dré Soulo prend la place du rappeur. En 2016, le groupe avait fait une pause dans ses concerts, pour revenir en 2017 avec une formation légèrement différente. En 2024, le groupe effectue un concert spécial fêtant ses 15 ans d'existence aux côtés d'une centaine de fans.

## Discographie

### Albums studio
- 2013 : Dunnerkeil (Downbeat Records/Warner Music Germany)
- 2015 : Belzebub (Downbeat Records/Warner Music Germany)

### EP
- 2010 : Dei Mudder sei Hut
- 2012 : Mondscheinbrüder (Downbeat Records/Warner Music Germany)
- 2014 : Sabberlodd (Downbeat Records/Warner Music Germany)
- 2015 : Uns geht's gut (Downbeat Records/Warner Music Germany)

### Singles
- 2018 : Königreich[3]
- 2018 : Affenstall

### Compilations
- 2011 : Sex, Drugs und Volksmusik (wildwechsel/Universal), avec le morceau Kellerkommando mit Hut
- 2011 : Hart und Zart 4 (Mundart Ageh), avec le morceau  Adelheid
- 2011 : Resturlaub (OST) (Columbia), avec le morceau Nachbar

## Distinctions
- Vainqueur du concours Creole Bayern 2010-2011[4].
- Talent de la Volkswagen Soundfoundation 2011[5].
- « Artiste du mois » de la région métropolitaine de Nuremberg, en juin 2015[6].